# Per G. Holmgren
Per Gustaf Holmgren, född 22 september 1909 i Annedals församling, Göteborg, död 1 juni 1982 i Djursholm, var en svensk regissör, manusförfattare, kompositör och sångtextförfattare.
Holmgren började karriären med en serie kortfilmer som alla handlade om hemstaden Göteborg och också hade båtmotiv. Regidebuten skedde med 1935 års Havet lockar, bland annat inspelad på Sjöfartsmuseet, följd av 55 knop (1936) som handlade om racerbåtar och Staden vid Göta Älv (1938), ett slags kärleksförklaring till Göteborg och i synnerhet till hamnområdet. I synnerhet Havet lockar ansågs vara välgjord och berömdes för sitt foto. Filmen öppnade dörren till svensk filmindustri för Holmgren och under de nästkommande åren arbetade han som regiassistent, manusförfattare och manusbearbetare åt olika bolag. Han fortsatte också att redigera kortfilmer, dock utan uppmärksamhet.
Han regisserade sin första långfilm i 1944 års Sabotage, till vilken han också skrev manus. Denna följdes av Ungdom i fara (1946) och Kvarterets olycksfågel (1947). Efter detta skedde ett uppehåll från regisserandet, innan han återkom med 1959 års Mälarpirater. Sin sista film gjorde han i 1963 års Mordvapen till salu, efter vilken han lämnade filmbranschen.
Holmgren var gift med skådespelaren Judit Linder. Han använde pseudonymen Per Peter.
Per G. Holmgren är begravd på Djursholms begravningsplats.

## Filmografi

### Filmmanus
- 1941 – Söderpojkar
- 1943 – I brist på bevis
- 1944 – Sabotage
- 1946 – Ungdom i fara
- 1947 – Kvarterets olycksfågel
- 1959 – Mälarpirater
- 1963 – Mordvapen till salu

### Regi
- 1944 – Sabotage
- 1946 – Ungdom i fara
- 1948 – Kvarterets olycksfågel
- 1959 – Mälarpirater
- 1963 – Mordvapen till salu

### Filmmusik
- 1959 – Mälarpirater
- 1963 – Mordvapen till salu

### Fotnoter
1. 1 2 3  ”Per G. Holmgren”. Svensk Filmdatabas. http://sfi.se/sv/svensk-filmdatabas/Item/?type=PERSON&itemid=66690&iv=OVERVIEW. Läst 28 mars 2013.
2. 1 2  ”Kommentarerna till Sabotage”. Svensk Filmdatabas. http://sfi.se/sv/svensk-filmdatabas/Item/?itemid=4081&type=MOVIE&iv=Comments. Läst 28 mars 2013.
3. ↑  ”Judit Holmgren”. Svensk Filmdatabas. http://sfi.se/sv/svensk-filmdatabas/Item/?type=PERSON&itemid=66211&ref=%2ftemplates%2fSwedishFilmSearchResult.aspx%3fid%3d1225%26epslanguage%3dsv%26searchword%3dholmgren%26type%3dPerson%26match%3dBegin%26page%3d2%26prom%3dFalse. Läst 28 mars 2013.
4. ↑  SvenskaGravar